# Cranc verd
El cranc verd (Carcinus aestuarii) és una espècie de crustaci decàpode de l'infraordre Brachyura. És comestible i molt freqüent al Mediterrani.

## Característiques
És un cranc de mida grossa (63 mm de llargada i 80 mm d'amplada) amb el cos més o menys hexagonal. Color variable, la part superior normalment és de color verd fosc en els adults mentre la de sota és vermella o groga.

## Hàbitat
És una espècie carnívora, litoral, es troba arreu del Mediterrani i a l'Atlàntic al voltant de les illes Canàries. Resisteix més que altres crancs la contaminació.